# جف لوین
جف لوین (انگلیسی: Geoff Levin؛ زادهٔ ۱۴ سپتامبر ۱۹۴۵) موسیقی‌دان، آهنگساز، ترانه‌سرا، تهیه‌کننده موسیقی و گیتارنواز است. وی از سال ۱۹۶۴ میلادی تاکنون مشغول فعالیت بوده‌است.
از فیلم‌ها یا مجموعه‌های تلویزیونی که وی در آن‌ها نقش داشته‌است، می‌توان به سوپرانوز، همسر خوب، فرندز، همسر خوب، خط خون، پخش زنده شنبه شب، بازی تاج‌وتخت، سی‌اس‌آی: نیویورک، علف و ورای ستارگان اشاره نمود.